# Огнистий Андрій Володимирович
Андрій Володимирович Огнистий (нар. 27 травня 1971, Тернопіль, УРСР) — український спортсмен, гімнаст, кандидат наук з фізичного виховання (1999), доцент (2001). Відмінник освіти України (2007), майстер спорту України (1987), лауреат конкурсу «Герої спортивного року Тернопільщини» (2015), нагрудний знак «Василь Сухомлинський» (2017), заслужений працівник фізичної культури і спорту України (2019).

## Життєпис
Андрій Огнистий народився 27 травня 1971 року у місті Тернополі.
Закінчив факультет фізичного виховання (1992), аспірантуру (1998) Тернопільського державного педагогічного університету. Від 1992 в ТНПУ: асистент катедри теорії і методики фізичного виховання (1992—1993; 1995—1998) та гімнастики і спортивних ігор (1993—1995; 1998—2000), завідувач кафедри фізичного виховання (2000—2021), декан факультету фізичного виховання (від 2021) Тернопільського національного педагогічного університету імені Володимира Гнатюка.
Заступник Тернопільського обласного відділення Національного олімпійського комітету України.

## Доробок
Автор посібників та підручників «Гімнастика. Навчальний посібник. Ч.1., Ч.2.» (2000, 2001, співавтор), «Теоретико-методичні основи гімнастики. Навчальний посібник» (2016, співавтор), «Атлас загальнорозвиваючих вправ» (2014), «Оздоровча фізична культура з основами професійно-прикладної фізичної підготовки» (2015), «Бадмінтон в школі» (2016, співавтор), «Теоретико-методичні основи фізичного виховання дітей дошкільного та молодшого шкільного віку» (2016, співавтор), «Теоретико-методичні основи гімнастики» (2016, співавтор).